# 整洁克劳蟹
整洁克劳蟹（学名：Kraussia integra）为近圆蟹科克劳蟹属的动物。分布于日本、罗图马岛、所罗门群岛、菲律宾、安达曼以及中国大陆的福建等地，生活环境为海水，多栖息于潮间带以及沙中或石块下。